# CorelDRAW
 (octobre 2013).
CorelDRAW est une suite graphique développée par l'éditeur de logiciels Corel depuis 1989. À l'origine, il s'agissait du logiciel de dessin vectoriel CorelDRAW. Au fil du temps, d'autres logiciels tels que Corel PhotoPaint et Corel R.A.V.E ont été ajoutés et le logiciel est devenu une suite graphique.

## Présentation

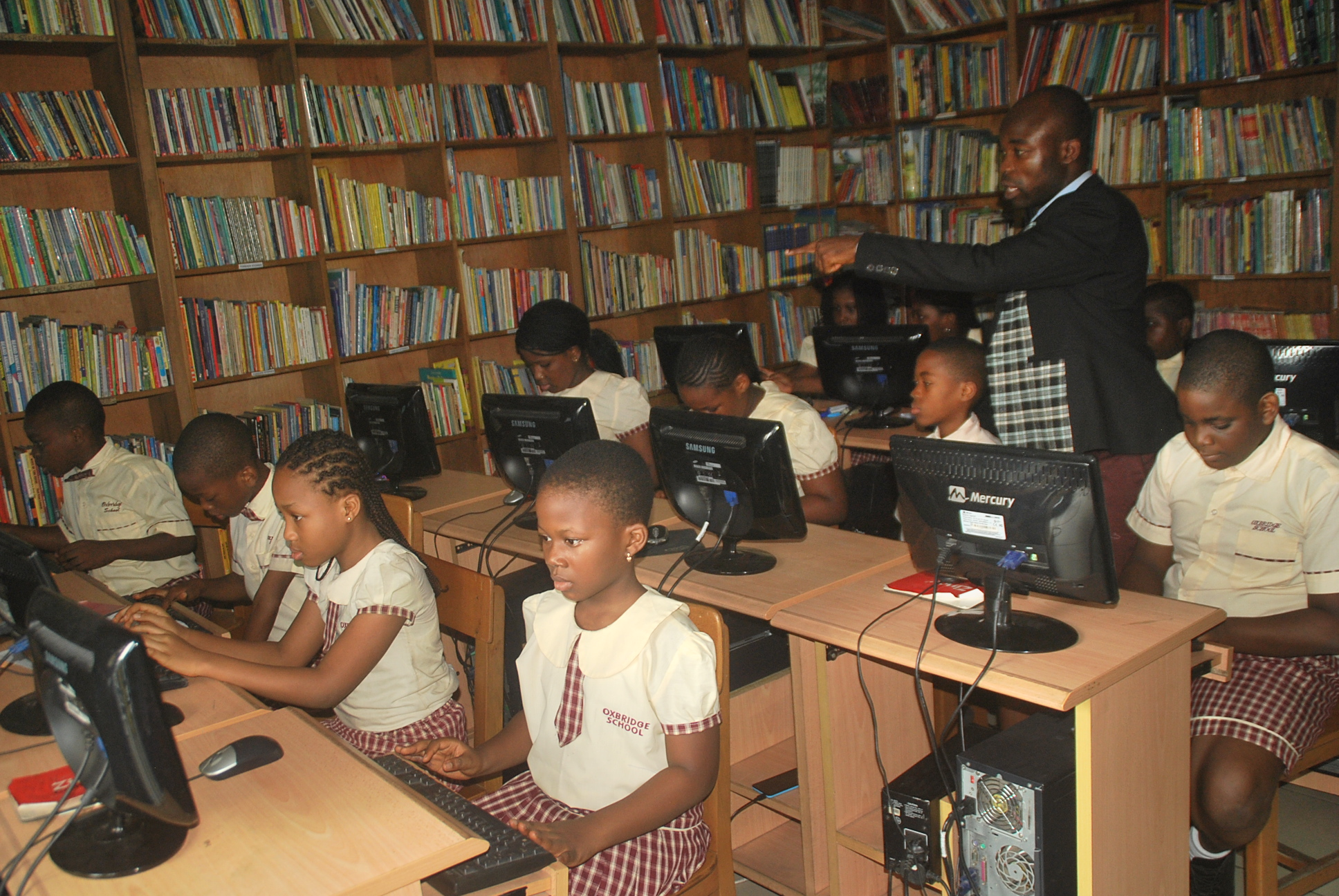
Initiation à CorelDRAW dans une école du Nigeria.

Le nom initial est CorelDRAW, mais depuis la version 11, la suite s'appelle CorelDRAW Graphics Suite. La dernière version s'appelle CorelDRAW Graphics Suite 2018 et correspond à la version 20. Depuis la version 16, CorelDRAW Graphics Suite est optimisée pour les plateformes 64 bit.
CorelDRAW est le concurrent direct de Adobe Illustrator. De nombreux graphistes indépendants et agences de communication travaillant sur PC ont adopté le logiciel de Corel du fait de son prix attractif mais aussi parce qu'il se révèle parfois plus simple, rapide et efficace dans la manipulation des objets graphiques[réf. souhaitée]
CorelDRAW est notamment utilisé par les créateurs de South Park afin de réaliser les illustrations 2D pour ensuite êtres animées en utilisant Maya.
Les fichiers produits par CorelDRAW (extension CDR) peuvent être importés par LibreOffice Draw (version 3.6 et supérieure).

## Logiciels de la suite
- CorelDRAW - logiciel de création graphique vectorielle.
- Corel PHOTO-PAINT - logiciel de retouche, de traitement et de dessin assisté par ordinateur en bitmap.
- CorelDream 3D - Logiciel de modélisation 3D.
- Corel R.A.V.E. - Logiciel d'animation vectorielle permettant notamment de créer des animations Macromedia Flash.
- Corel PowerTRACE - Logiciel de vectorisation d'images bitmap.
- CorelTRACE - Prédécesseur de Corel PowerTRACE.
- Corel CAPTURE - Utilitaire de capture d'écran.
- Corel TEXTURE - Utilitaire de création de textures utilisables dans CorelDRAW ou PHOTO-PAINT.
- Bitstream Font Navigator - gestionnaire de polices de caractères.
- BenVISTA PhotoZoom Pro - agrandissement de photos numériques.
- Corel Website Creator - création de pages Web.
- ConceptShare - outil de collaboration interactive en ligne.
- Corel AfterShot - logiciel de traitement photographique.

## Versions
Jusqu'à la version 5.0, CorelDRAW était disponible sur la plateforme OS/2.
Voici la liste des différentes versions du logiciel ou de la suite CorelDRAW :
- CorelDRAW
- CorelDRAW 2
- CorelDRAW 3
- CorelDRAW 4
- CorelDRAW 5
- CorelDRAW 6, Corel Photo-Paint, Corel Présentation (alternative à Power Point)
- CorelDRAW 7, Corel Photo-Paint 7, Corel 3D Dream 7
- CorelDRAW 8, Corel Photo-Paint 8
- CorelDRAW 9, Corel Photo-Paint 9
- CorelDRAW Graphics Suite 10 (novembre 2000) : CorelDRAW, Corel PHOTO-PAINT, Corel R.A.V.E., CorelTRACE
- CorelDRAW Graphics Suite 11 (août 2002) : CorelDRAW, Corel PHOTO-PAINT, Corel R.A.V.E. 2, CorelTRACE (seule version disponible sur Mac également)
- CorelDRAW Graphics Suite 12 (février 2004) : CorelDRAW, Corel PHOTO-PAINT, Corel R.A.V.E. 2, CorelTRACE
- CorelDRAW Graphics Suite X3 (janvier 2006) : CorelDRAW, Corel PHOTO-PAINT, Corel PowerTRACE, RawShooter Essentials 2005
- CorelDRAW Graphics Suite X4 (janvier 2008) : CorelDRAW, Corel PHOTO-PAINT, Corel PowerTRACE, Corel CAPTURE, Bitstream Font Navigator
- CorelDRAW Graphics Suite X5 (février 2010) : CorelDRAW, Corel PHOTO-PAINT, Corel PowerTRACE, Corel CAPTURE, Corel CONNECT, Bitstream Font Navigator, PhotoZoom Pro 2
- CorelDRAW Graphics Suite X6 (mars 2012) : CorelDRAW, Corel PHOTO-PAINT, Corel PowerTRACE, Corel CAPTURE, Corel CONNECT, Bitstream Font Navigator, Corel Website Creator, PhotoZoom Pro 2
- CorelDRAW Graphics Suite X7 (mars 2014) : CorelDRAW, Corel PHOTO-PAINT, Corel PowerTRACE, Corel CAPTURE, Corel CONNECT, Bitstream Font Navigator, Corel Website Creator, PhotoZoom Pro 3, ConceptShare
- CorelDRAW Graphics Suite X8 (mars 2016) : CorelDRAW, Corel PHOTO-PAINT, Corel PowerTRACE, Corel CAPTURE, Corel CONNECT, Corel Website Creator, PhotoZoom Pro 4, Corel Font Manager
- CorelDRAW Graphics Suite 2017 (avril 2017) : CorelDRAW, Corel PHOTO-PAINT, Corel PowerTRACE, Corel CAPTURE, Corel CONNECT, Corel Website Creator, PhotoZoom Pro 4, Corel Font Manager
- CorelDRAW Graphics Suite 2018 (avril 2018) : CorelDRAW, Corel PHOTO-PAINT, Corel PowerTRACE, Corel CAPTURE, Corel CONNECT, Corel Website Creator, PhotoZoom Pro 4, Corel Font Manager, Corel AfterShot 3 HDR
- CorelDRAW Graphics Suite 2019 (mars 2019) :
- CorelDRAW Graphics Suite 2020 (mars 2020) :
- CorelDRAW Graphics Suite 2021 (mars 2021) :
- CorelDRAW Graphics Suite 2022 (mars 2022) :
- CorelDRAW Graphics Suite 2023 (mars 2023) :
- CorelDRAW Graphics Suite 2024 (mars 2024) :
- CorelDRAW Graphics Suite 2025 (mars 2025) :